# Ракинт, Владимир Александрович
Владимир Александрович Ракинт (15 января 1855 — не ранее 1917) — русский генерал.

## Биография
Из дворянского рода Ракинтов герба Лебедь. Евангелическо-лютеранского вероисповедания. 
Окончил 2-ю Санкт-Петербургскую военную гимназию и Николаевское инженерное училище (1875), выпущен подпоручиком в 3-й саперный батальон.
Чины: поручик (1878), штабс-капитан (1883), капитан (1887), подполковник (1898), полковник (за отличие, 1903), генерал-майор (за отличие, 1908).
Участвовал в русско-турецкой войне 1877—1878 годов.
Командовал ротой и батальоном.
С 1884 года служил офицером-воспитателем во 2-м Московском кадетском корпусе.
В 1889—1890 годах состоял в запасе.
Участвовал в русско-японской войне годов. В 1908—1910 был начальником Омской саперной бригады.
Служил инспектором полевых инженерных войск Казанского военного округа (1910—1912) и инспектором инженерной части Казанского военного округа (с 1912).
Участвовал в Первой мировой войне. С 17 августа 1915 года был командиром 8-го Сибирского саперного батальона.
По состоянию на 1917 год проживал с семьёй в Петрограде.

## Семья
Был женат на французского гражданке Маргарите Антоновне Маэн. Их дети:
- Сильвия (1884—?)
- Маргарита-Виктория-Мария (1884—?)
- Фелиция-Антония-Виолетта (1885—?)

## Награды
- Орден Святой Анны 2-й ст. с мечами (1905);
- Орден Святого Владимира 3-й ст. с мечами (1906);
- Орден Святого Станислава 1-й ст. (1911).